# ویکی‌پدیای فنلاندی
ویکی‌پدیای فنلاندی نسخه فنلاندی وبگاه ویکی‌پدیا است و اواخر ۲۰۰۲ ایجاد شده است و در حال حاضر بیش از ۵۸۴۰۰۰ مقاله دارد (دسامبر ۲۰۲۴). از نظر تعداد مقاله‌ها، رتبهٔ ۲۷ام را دارد. شمار مقاله‌ها در ویکی‌پدیای فنلاندی به نسبت تعداد گویشوران زبان فنلاندی بالاست.

## تاریخچه
ویکی‌پدیای فنلاندی در تاریخ ۲۱ فوریهٔ ۲۰۰۲ بطور رسمی تأسیس گردید و در اواخر سال ۲۰۰۲، کمی بیش از ۱۰ مقاله داشت. آنطور که پیداست، ویکی‌پدیای فنلاندی از ۲۶ مهٔ ۲۰۰۲ مقاله داشته است، و صفحهٔ کاسکینن احتمالاً اولین صفحهٔ ویکی‌پدیای فنلاندیست. قدیمی‌ترین نسخهٔ موجود از مقالهٔ مزبور که در پایگاه داده‌ها ثبت شده است، به تاریخ ۹ سپتامبر ۲۰۰۲ بر می‌گردد. ارائهٔ مقاله بصورت جدی از فوریهٔ ۲۰۰۳ آغاز شد و در عرض ۵۰ ماه افزایش چشمگیری در ایجاد مقالات جدید دیده شد. در فاصلهٔ ماه‌های ژوئن تا ژوئیهٔ ۲۰۰۳، ویکی‌پدیای فنلاندی از مرز ۱۰۰۰ مقاله فراتر رفت. در مارس ۲۰۰۳ رتبهٔ ۲۰ام را از نظر تعداد مقالات کسب کرد. در تاریخ ۲۷ اوت ۲۰۰۸ تعداد مقاله‌هایش به عدد ۱۷۶٬۰۰۰ رسید و در ۲۳ مه ۲۰۱۱ از تعداد ۲۶۹٬۰۰۰ مقاله عبور کرد و رتبهٔ شانزدهم را در میان ویکی‌پدیاها دریافت کرد. ویکی‌پدیای فنلاندی در بهتری موقعیت خود، رتبهٔ ۱۳ام را از نظر شمار مقاله‌ها داشته است.